# Johannes V
Den här sidan handlar om påven Johannes V. För den bysantinske kejsaren, se Johannes V Palaiologos.
Johannes V, född i Syrien, död 2 augusti 686, var påve från den 23 juli 685 till sin död drygt ett år senare, 2 augusti 686.

## Biografi
Johannes var syrier. När han var född är inte känt. Han var som diakon och på grund av sina goda kunskaper i grekiska en av Heliga stolens representanter vid sjätte ekumeniska konciliet i Konstantinopel, varifrån han återkom till Rom i juli 682 med synodens officiella dokument. Han valdes till påve i Lateranbasilikan och antog namnet Johannes V. Eftersom traditionen att invänta godkännande från Bysantinska rikets kejsare av hade avskaffats, installerades Johannes omedelbart i sitt ämbete i Lateranpalatset, den 23 juli 685.
Kejsar Konstantinos Pogonatus hade ett så gott öga till påve Johannes att han lät sänka skatterna som Bysantinska riket pålagt de påvliga patromonierna på Sicilien och i Kalabrien, och reducerade även andra fiskala bördor som kyrkan bar. Johannes energi, lärdom, och måttfullhet prisas av hans officiella biograf.
Från Gregorius den stores dagar hade ärkebiskopen av Cagliari på Sardinien åtnjutit vissa metropolitiska privilegier. Fastän dessa privilegier inte innefattade konsekreringen av biskopar på ön, lät ärkebiskop Citonatus av Cagliari göra så av dem som utsetts biskopar av Turris Libisonis. Johannes förklarade dock slutgiltigt att biskopssätet av Turris Libisonis lydde direkt under Heliga stolen.
Johannes generositet tog sig uttryck i frikostiga donationer. Under sitt korta pontifikat överförde han 1900 solidi att uttdelas till de fattiga av prästerna och diakonerna.
Efter en lång tids sjukdom avled Johannes den 2 augusti 686, och begravdes i Peterskyrkan.